# ماورو أندريس كاباييرو
ماورو أندريس كاباييرو (بالإسبانية: Mauro Andrés Caballero) (8 أكتوبر 1994 بأسونسيون في باراغواي - ) هو مدرب كرة قدم ولاعب كرة قدم باراغواياني في مركز الهجوم. لعب مع نادي بورتو ونادي فادوتس ونادي ليبرتاد ونادي ديبورتيفو داس أيفيس ونادي بينفايل وFC Porto B ‏.

## وصلات خارجية
- ماورو أندريس كاباييرو على موقع قاعدة بيانات كرة القدم.إي يو (الإنجليزية)
- ماورو أندريس كاباييرو على موقع Soccerway.com (الإنجليزية)
- ماورو أندريس كاباييرو على موقع عالم كرة القدم.نت (الإنجليزية)
- ماورو أندريس كاباييرو على موقع AS.com (الإسبانية)